# Cyathea similis
Cyathea similis är en ormbunkeart som beskrevs av Carl Frederik Albert Christensen. Cyathea similis ingår i släktet Cyathea och familjen Cyatheaceae.

## Underarter
Arten delas in i följande underarter:
- C. s. leptoderma
- C. s. montana